# 本特利大學

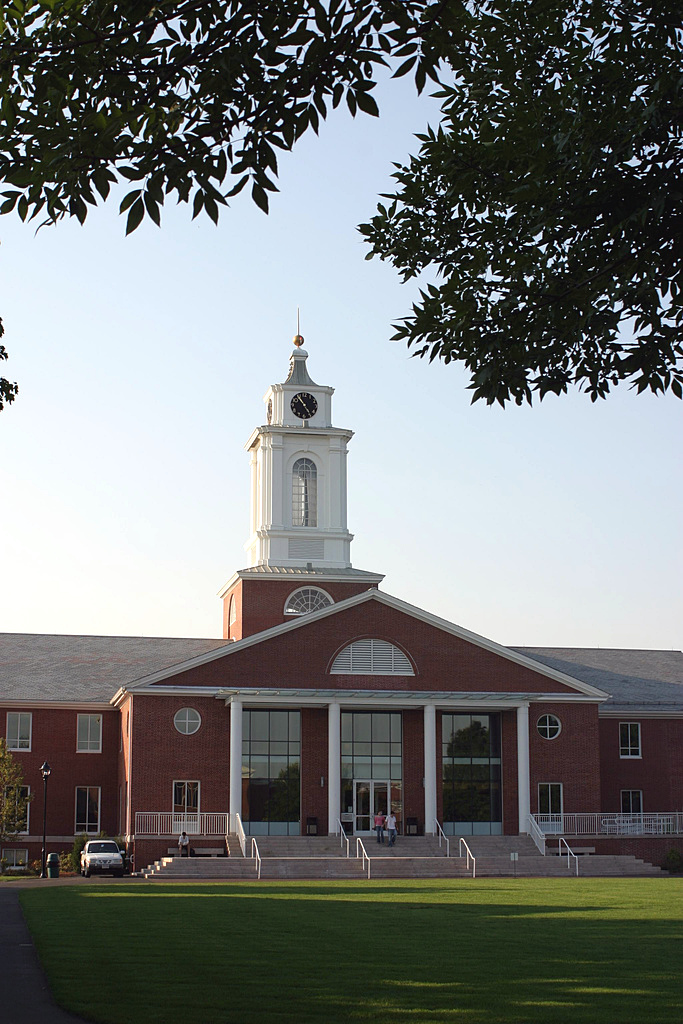
本特利大学的图书馆

本特利大學（英語：Bentley University）是位於美國馬薩諸塞州沃爾瑟姆。本特利大學是私立大學，成立於1917年。有超過5500學生。本特利大學部學生畢業授予的學位是理學士的學歷，文學士，研究所提供工商管理碩士、等學歷。本特利大學有二十一種運動隊伍，叫本特利獵鷹，主要參與東北10聯盟，目前是國家大學體育協會第二級的成員。學校的代表色是藍色，黑色和白色。